# Pequeña fuga en sol menor, BWV 578

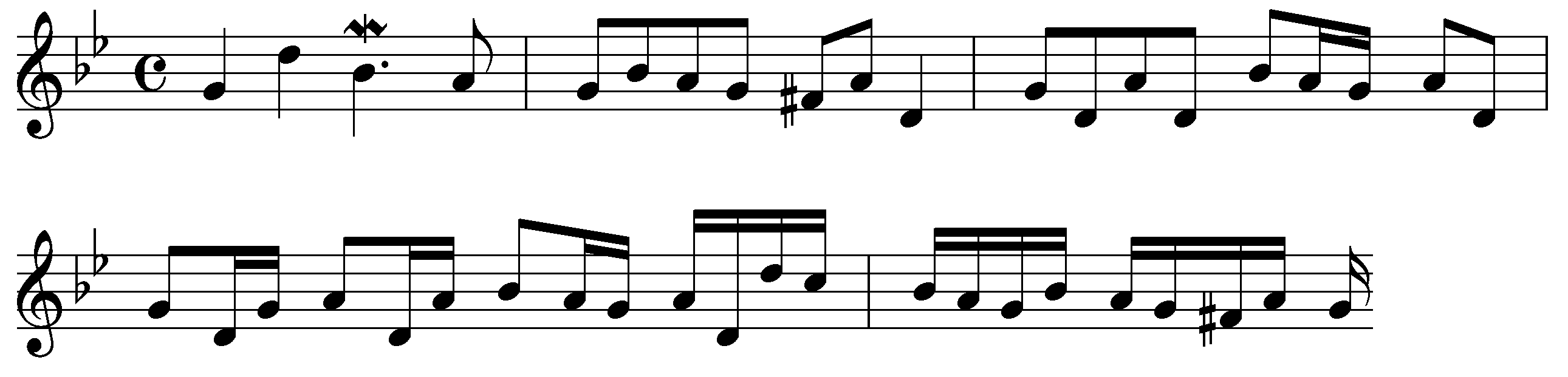
Tema de la Pequeña fuga, BWV 578.

La Pequeña fuga en sol menor, BWV 578, popularmente conocida como la Pequeña fuga, es una obra improvisada para órgano por el compositor alemán Johann Sebastian Bach durante su estancia en Arnstadt (1703–1707). Es una de las fugas más conocidas de Bach, que ha sido adaptada y arreglada en diversas ocasiones, incluyendo una versión orquestal hecha por Leopold Stokowski.
Entre los primeros conocedores de las obras de Bach se empezó a emplear su popular nombre para distinguirla de Fantasía y fuga en sol menor, BWV 542, que es más larga en duración.   

## Análisis
La Pequeña fuga es una de las fugas a cuatro voces más reconocidas de Bach. Durante los episodios, Bach utiliza una de las técnicas más famosas de Arcangelo Corelli: imitación entre dos voces sobre una figura de pulso no acentuado en corchea que salta a una cuarta para entonces volverse atrás.